# Letuchovití (ryby)
Letuchovití (Dactylopteridae) jsou čeleď paprskoploutvých ryb z řádu Syngnathiformes. Relativně nepočetná skupina čítá pouze dva rody, Dactyloptena Jordan & Richardson, 1908 a Dactylopterus Lacepède, 1801. Popisnou autoritu letuchovitých představuje americký ichtyolog Theodore Gill (1861).
Letuchovití se svým vzhledem podobají štítníkům a brňákům (Triglidae), s nimiž navzdory historickým systémům nejsou blíže spřízněni. Dosahují celkové délky těla až 50 cm a vyznačují se mohutnou hlavou obrněnou kostěným pancířem, štítkovitými šupinami a zejména extrémně zvětšenými prsními ploutvemi. Ty nesou celkem 28–37 paprsků, přičemž vnitřní paprsky zůstávají volné. Hřbetní ploutev je zdvojená (první dva trny zůstávají volné), břišní ploutve nesou jediný osten a 4 měkké paprsky. Pomocí hyomandibuly mohou tyto ryby produkovat zvuky.
Areál výskytu zahrnuje tropické i mírné vody Indo-Pacifiku a Atlantského oceánu. Dospělci tráví čas zejména na bahnitých či písčitých dnech šelfových moří, kde je dobře maskuje jejich nevýrazné zbarvení; v případě ohrožení však narušitele mohou překvapit nápadně vzorovanými prsními ploutvemi. Jméno letuchovitým vynesla mylná představa, že pomocí svých prsních ploutví svedou létat či plachtit na krátké vzdálenosti, takové chování však nikdy nebylo potvrzeno. Prostřednictvím paprsků prsních ploutví ale dokážou „chodit“ po mořském dně. Živí se dravě, v bentosu pátrají po korýších nebo malých rybách. Vývoj vajíček a larev probíhá v pelagické zóně.